# Garik Barseguian
Garik Barseguian –en armenio, Գարիկ Բարսեղյան– (15 de septiembre de 1986) es un deportista armenio que compite en lucha libre, ganador una medalla de bronce en el Campeonato Europeo de Lucha de 2014, en la categoría de 57 kg.

## Palmarés internacional
| Campeonato Europeo | Campeonato Europeo | Campeonato Europeo | Campeonato Europeo |
| Año                | Lugar              | Medalla            | Categoría          |
| ------------------ | ------------------ | ------------------ | ------------------ |
| 2014               | Vantaa (Finlandia) | Medalla de bronce  | 57 kg              |